# Saint-Marcel-lès-Annonay
 Saint-Marcel-lès-Annonay  es una población y comuna francesa, ubicada en la región de Ródano-Alpes, departamento de Ardèche, en el distrito de Tournon-sur-Rhône y cantón de Annonay-Nord.

## Demografía
| 782 | 750 | 734 | 962 | 1152 | 1189 |
| Para los censos de 1962 a 1999 la población legal corresponde a la población sin duplicidades (Fuente: INSEE [Consultar]) |     |     |     |      |      |